# القبيصة (المضاربة والعارة)

تعديل مصدري - تعديل

القبيصـة هي إحدى قرى عزلة المضاربة بمديرية المضاربة والعارة التابعة لمحافظة لحج، بلغ تعداد سكانها 362 نسمة حسب تعداد اليمن لعام 2004.